# 圣苏普莱 (北部省)
圣苏普莱（法語：Saint-Souplet，法語發音：[sɛ̃ suplɛ]）是法国上法蘭西大區北部省的一个市镇，属于康布雷区。

## 地理
圣苏普莱（50°3'20"N, 3°31'54"E）面积12.66 平方千米，位于法国上法蘭西大區北部省，该省份为法国最北部的省份及最长的省份，西北濒北海，西接加来海峡省，南至埃纳省和索姆省，东与比利时接壤。
与圣苏普莱接壤的市镇（或旧市镇、城区）包括：莫兰、圣马丹里维耶尔、比西尼、勒卡托康布雷西、奥讷希、圣伯南。

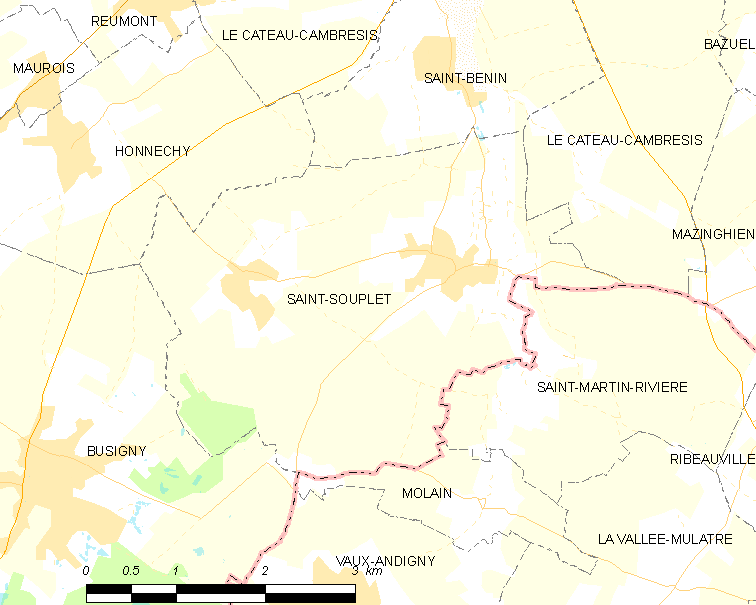
的OSM定位图

圣苏普莱的时区为UTC+01:00、UTC+02:00（夏令时）。

## 行政
圣苏普莱的邮政编码为59360，INSEE市镇编码为59545。

## 政治
圣苏普莱所属的省级选区为勒卡托康布雷西县。

## 人口

1962-2008年间人口变化图示

圣苏普莱于2022年1月1日时的人口数量为1197人。